# Abelse integraal
In de wiskunde, in het bijzonder in de wiskundige analyse, is een abelse integraal, genoemd naar de Noorse wiskundige Niels Abel, een functie in de vorm van een integraal in het complexe vlak:
{\displaystyle \int _{z_{0}}^{z}R(x,w)\,\mathrm {d} x},
waarin {\displaystyle R(x,w)} een rationale functie is van twee variabelen {\displaystyle x} en {\displaystyle w} die gerelateerd zijn door de vergelijking
{\displaystyle F(x,w)=0}
met {\displaystyle F(x,w)} een irreducibel polynoom in {\displaystyle w}, namelijk
{\displaystyle F(x,w)=\varphi _{n}(x)w^{n}+\ldots +\varphi _{1}(x)w+\varphi _{0}(x)}
waarvan de coëfficiënten {\displaystyle \varphi _{j}(x)} rationale functies van {\displaystyle x} zijn. 
De waarde van de integraal is niet alleen afhankelijk van de integratiegrenzen, maar ook van het pad waarover geïntegreerd wordt. Een abelse integraal is daarmee een meerwaardige functie van {\displaystyle z}.
Abelse integralen zijn de natuurlijke generalisaties van elliptische integralen, die voortkomen uit de relatie
{\displaystyle F(x,w)=w^{2}-P(x)},
waarin {\displaystyle P(x)} een derde- of vierdegraadspolynoom is. Een polynoom {\displaystyle P(x)} van hogere graad geeft als speciaal geval de hyperelliptische integraal.

## Moderne generalisatie
In de theorie der riemann-oppervlakken is een abelse integraal een functie die gerelateerd is aan de primitieve functie van een differentiaal van de eerste soort. Neem een Riemann-oppervlak {\displaystyle S} aan en stel verder dat {\displaystyle S} zich bevindt op een 1-differentiaalvorm {\displaystyle \omega } die overal holomorf is op {\displaystyle S}, en bepaal een punt {\displaystyle P} in {\displaystyle S}, vanwaar geïntegreerd gaat worden. Dan kan men
{\displaystyle \int _{P}^{Q}\omega }
beschouwen als een meerwaardige functie {\displaystyle f(Q)}, of (beter) een (echte) functie van het gekozen pad {\displaystyle C} afgebeeld op {\displaystyle S} van {\displaystyle P} naar {\displaystyle Q}. Aangezien {\displaystyle S} in het algemeen meervoudig samenhangend zal zijn, moet men {\displaystyle C} specificeren, maar de waarde van de integraal zal alleen afhangen van de homologieklasse van {\displaystyle C} modulo cykels op {\displaystyle S}. 
In het geval dat {\displaystyle S} een compact riemann-oppervlak van genus 1 is, dat wil zeggen een elliptische kromme, zijn zulke functies de elliptische integralen. Logisch gesproken moet een Abelse integraal daarom een functie zoals {\displaystyle f} zijn.
Zulke functies werden geïntroduceerd om de hyperelliptische integralen te bestuderen, dat wil zeggen voor het geval waar {\displaystyle S} een  hyperelliptische kromme is. Dit is een natuurlijke stap in de theorie van de integratie voor het geval van integralen, waar de algebraïsche functies {\displaystyle {\sqrt {A}}} een rol speelt, en waar {\displaystyle A} een polynoom is van graad groter dan 4. De eerste belangrijke inzichten in deze theorie werden opgedaan door Niels Abel; Later werden deze inzichten geherformuleerd in termen van de Jacobiaanse variëteit {\displaystyle J(S)}. De keuze van {\displaystyle P} leidt tot een standaard holomorfe afbeelding
{\displaystyle S\rightarrow J(S)}
van complexe variëteiten. Het heeft de definiërende eigenschap dat de holomorfe 1-vorm op {\displaystyle J(S)}, waarvan er {\displaystyle g} onafhankelijken zijn, als {\displaystyle g} het genus is van {\displaystyle S}, terugtrekt naar een basis voor de differentialen van de eerste soort van {\displaystyle S}.